# Koichi Tanaka
Koichi Tanaka (n. 3 august 1959, Toyama, Japonia) este un chimist japonez, laureat al Premiului Nobel pentru chimie (2002).

## Biografie
Tanaka s-a născut și a trăit în Toyama. În 1983 el a absolvit cursurile Universității Tohuku.

## Literatură
- K. Tanaka: Solvent-free Organic Synthesis, Wiley-VCH, Weinheim 2003, ISBN 3-527-30612-9

## Legături externe
- en  The Nobel Prize in Chemistry 2002
- en  Nobel Prize Announcement Arhivat în 10 decembrie 2004, la Wayback Machine. (Shimadzu Corporation)
- en  Tanaka Nobel Prize lecture